# 錫利尼亞河
50°38′46″N 29°34′20″E / 50.64611°N 29.57222°E

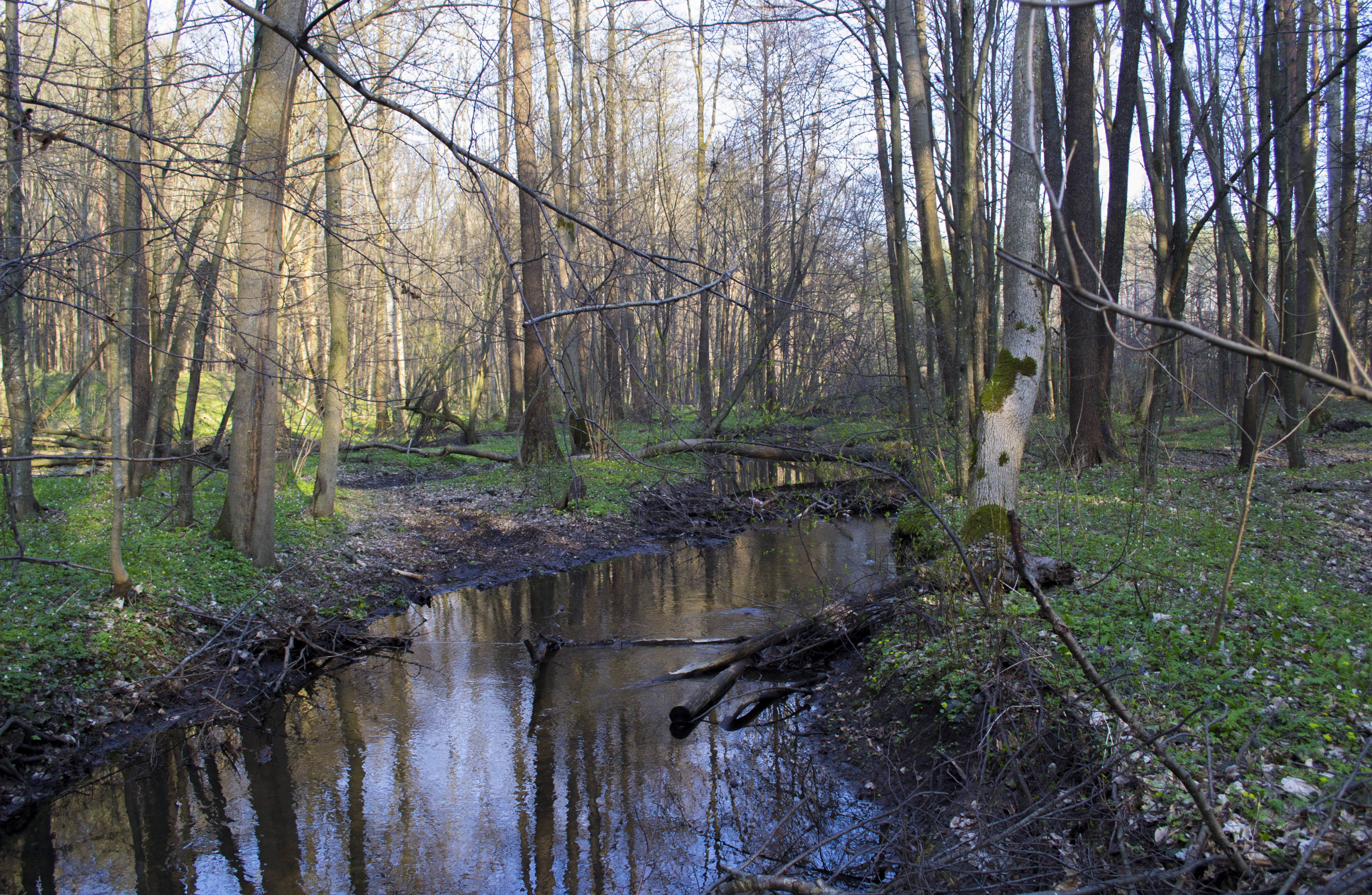

锡利尼亞河（烏克蘭語：Сильня），是烏克蘭的河流，位於該國中北部基輔州，屬於科德拉河的右支流，發源自索博利夫卡東南部，河道全長11公里，流域面積43.5平方公里。